# Петендорф
Петендорф (њем. Pettendorf) општина је у њемачкој савезној држави Баварска. Једно је од 41 општинског средишта округа Регенсбург. Према процјени из 2010. у општини је живјело 3.242 становника. Посједује регионалну шифру (AGS) 9375181.

## Географски и демографски подаци
Петендорф се налази у савезној држави Баварска у округу Регенсбург. Општина се налази на надморској висини од 455 метара. Површина општине износи 24,6 km². У самом мјесту је, према процјени из 2010. године, живјело 3.242 становника. Просјечна густина становништва износи 132 становника/km².